# STUBER/ストゥーバー
『STUBER/ストゥーバー』（原題：Stuber）は、2019年のアメリカ合衆国のアクションコメディ映画。監督はマイケル・ドース、出演はクメイル・ナンジアニとデイヴ・バウティスタなど。ロサンゼルスを舞台に、一時的に視力が弱まった刑事と彼の相棒にさせられたUberの運転手の活躍を描いている。
日本では劇場公開されなかったが、2020年7月15日から各動画配信サービスで配信された。また、同年8月6日に、20世紀スタジオ・インターナショナルの公式サイトを閉鎖したため、日本における20世紀フォックス作品として、20世紀スタジオ・インターナショナルが担当するのは、本作が最後となる。

## ストーリー
LAPDの捜査官ヴィックは相棒モリスと共に、狂暴な麻薬密売人テジョを追っていたが、あと一歩の所で取り逃がしモリスは殉職してしまう。それから五か月後経った後も一人でテジョの行方を追っていたヴィックだったが、テジョの行方は掴めず捜査権はFBIに移ってしまう。低下した視力の手術を上司のアンジーに打ち明けたヴィックは、それを理由に強制的な休暇を命じられる。
一方、ショッピング店の店員として働くストゥーは、学生時代からの片思い相手ベッカの、ジムを開くという夢を叶えるため、Uberの運転手を掛け持ちして生計を立てていた。
視力の手術を受けた後に建築家として働く娘のニコールに会いに行ったヴィックは、個展開催日と視力の手術日を被せたことを責められるが、ニコールはヴィックが個展に来るという約束をすっぽかさない様にUberを予約する。ニコールと会った後家で休んでいたヴィックの下にテジョの情報が入る。現場へ向かおうとしたヴィックだったが、手術の影響で視界が悪く運転がままならず、仕方なく予約されていたUberを呼び出す。それはストゥーが運転するタクシーだった。

## キャスト
※括弧内は日本語吹替。
- ストゥー - クメイル・ナンジアニ（石田彰）：昼はスポーツ用品店で働き、夜はウーバーで稼いでいる。
- ヴィクター・"ヴィック"・マニング - デイヴ・バウティスタ（楠大典）：ロス市警の刑事。
- オカ・テジョ - イコ・ウワイス（下川涼）：麻薬密売人。
- ニコール・マニング - ナタリー・モラレス（寿美菜子）：ヴィックの娘。彫刻家。
- ベッカ - ベティ・ギルピン（木下紗華）：ストゥーの親友であり、想い人。
- リッチー・サンダスキー - ジミー・タトロ（英語版）（橘潤二）：スポーツ用品店の店長。父親がオーナーだから働けている。
- アンジー・マケンリー - ミラ・ソルヴィノ（桜岡あつこ）：警部。ヴィックの上司。
- サラ・モリス - カレン・ギラン（森夏姫）：ヴィックの相棒。
- フェリックス - スティーヴ・ハウイー
- レオン - アミン・ジョセフ（英語版）：情報屋。
- ブランチ医師 - スコット・ローレンス：獣医。
- その他の日本語吹き替え - 岡田恵、中西正樹、樋山雄作、渡井奏斗、広瀬淳、武蔵真之介、白石兼斗、夏目あり沙、三重野帆貴、葉山那奈、奥村翔

## 製作
2016年4月15日、20世紀フォックスが本作の脚本の映画化権を獲得したと報じられた。2017年12月8日、デイヴ・バウティスタが本作に出演することになったとの報道があった。2018年3月20日、クメイル・ナンジアニの起用が発表された。4月6日、イコ・ウワイスの出演が決まったと報じられた。5月、ベティ・ギルピン、ミラ・ソルヴィノ、ナタリー・モラレス、アミン・ジョセフらがキャスト入りした。
本作の主要撮影は2018年5月3日にジョージア州アトランタで始まり、同年7月2日に終了した。
2019年3月6日、ジョセフ・トラパニーズが本作で使用される楽曲を手掛けることになったと報じられた。7月12日、本作のサウンドトラックが発売された。

## 公開・マーケティング
2019年3月13日、本作はサウス・バイ・サウスウェストでプレミア上映された。4月7日、本作のオフィシャル・トレイラーが公開された。

## 興行収入
本作は『クロール -凶暴領域-』と同じ週に封切られ、公開初週末に750万ドル前後を稼ぎ出すと予想されていたが、その予想は的中した。2019年7月12日、本作は全米3050館で公開され、公開初週末に822万ドルを稼ぎ出し、週末興行収入ランキング初登場4位となった。

## 評価
本作に対する批評家からの評価は平凡なものに留まっている。映画批評集積サイトのRotten Tomatoesには202件のレビューがあり、批評家支持率は43%、平均点は10点満点で5.09点となっている。サイト側による批評家の見解の要約は「クメイル・ナンジアニとデイヴ・バウティスタの相性がぴったりであることを証明した作品ではあるが、『STUBER/ストゥーバー』はコメディとスリラーという対照的なジャンルを融合させるのに失敗しており、暴力描写も露骨である。面白さもずば抜けているわけではなく、5つ星の作品とはかけ離れている。」となっている。また、Metacriticには37件のレビューがあり、加重平均値は42/100となっている。なお、本作のCinemaScoreはBとなっている。